# Vertragsverlängerung
Bei einer Vertragsverlängerung wird ein bestehender, befristeter oder auslaufender Vertrag durch die gleichen Vertragsparteien zeitlich verlängert.

## Enge Definition
Bei einer Vertragsverlängerung im engeren Sinne wird der Vertrag zu den wesentlich gleichen Bedingungen weitergeführt, wobei dies durch eine bereits im Vertrag vereinbarte Vertragsklausel, durch Option durch einseitige Willenserklärung oder erneute Vertragsverhandlungen erfolgen kann.

## Weite Definition
Bei einer Vertragsverlängerung im weiteren Sinne verhandeln die gleichen Vertragsparteien auf Grundlage des bestehenden Vertrages einen neuen Vertrag mit stark geänderten Regelungen (z. B. Vertragslaufzeit, Zahlungsbedingungen, Entgelte, Umfang des Vertrages) aus.

## Beispiele
Bei Dauerschuldverhältnissen werden häufig über AGB versucht über Laufzeitverlängerungsklauseln eine Vertragsverlängerung zu erreichen.
Ebenso werden im Arbeitsrecht nach befristeten Arbeitsverträgen Vertragsverlängerungen von der Rechtsprechung häufig behandelt.
Verbraucher können ein Dauerschuldverhältnis (z. B. Stromvertrag), das ab dem 1. März 2022 abgeschlossen wurde, nach der Erstlaufzeit jederzeit mit einer Frist von maximal einem Monat kündigen. Die stillschweigende Verlängerung eines Verbrauchervertrags, der vor dem 1. März 2022 abgeschlossen wurde, darf jeweils höchstens ein Jahr betragen. Die Kündigungsfrist darf bei solchen Verträgen maximal drei Monate bis zum Ablauf der ursprünglichen oder stillschweigend verlängerten Vertragsdauer betragen.

## Berichterstattung
In den Medien wird häufig bei Sportlern über eine Vertragsverlängerung berichtet, ohne rechtlich zu unterscheiden, ob dies eine Verlängerung eines bestehenden Vertrages oder ein neuer und damit anderer Vertrag zu geänderten Bedingungen gewesen ist.